# Glad to Be Gay
Glad to Be Gay är en låt av den brittiska punk/new wave-gruppen Tom Robinson Band. Låten är en av dem som främst definierat Robinsons karriär och anses vara Storbritanniens nationella hbtq-hymn.

## Om låten
Låten skrevs ursprungligen av Tom Robinson till Londons prideparad 1976. Han inspirerades av Sex Pistols direkthet och konfrontativa stil. Robinson, som då var öppet homosexuell,  bildade Tom Robinson Band tillsammans med tre heterosexuella musiker och de spelade in debut-EP:n där låten var ett av spåren.
Robinson har berättat att han skrev låttexten till musiken från Bob Dylans låt Sara, men sedan skrev ny musik med kör och mer upptempokaraktär.
"Glad to Be Gay" bygger i originalutförandet på fyra verser som var och en kritiserar det brittiska samhällets attityder till hbtq-personer. Den första versen kritiserar den brittiska polisen för omotiverade raider av hbtq-communityts pubar. Raiderna genomfördes trots att homosexualitet avkriminaliserats i och med 1967 års Sexual Offences Act.
I den andra versen pekar Robinson på hyckleriet av att tidningen Gay News åtalades för obscenitet när porrtidningar som Playboy och tabloiden The Sun, som publicerade nakenfotografier ämnade för heterosexuella män, klarade sig undan. Versen kritiserar också hur andra delar av pressen, särskilt konservativa tidningar som Telegraph, People och Sunday Express, framställer homosexuella personer. Den tredje versen pekar på homofobins extrema konsekvenser, däribland våld mot HBT-personer.

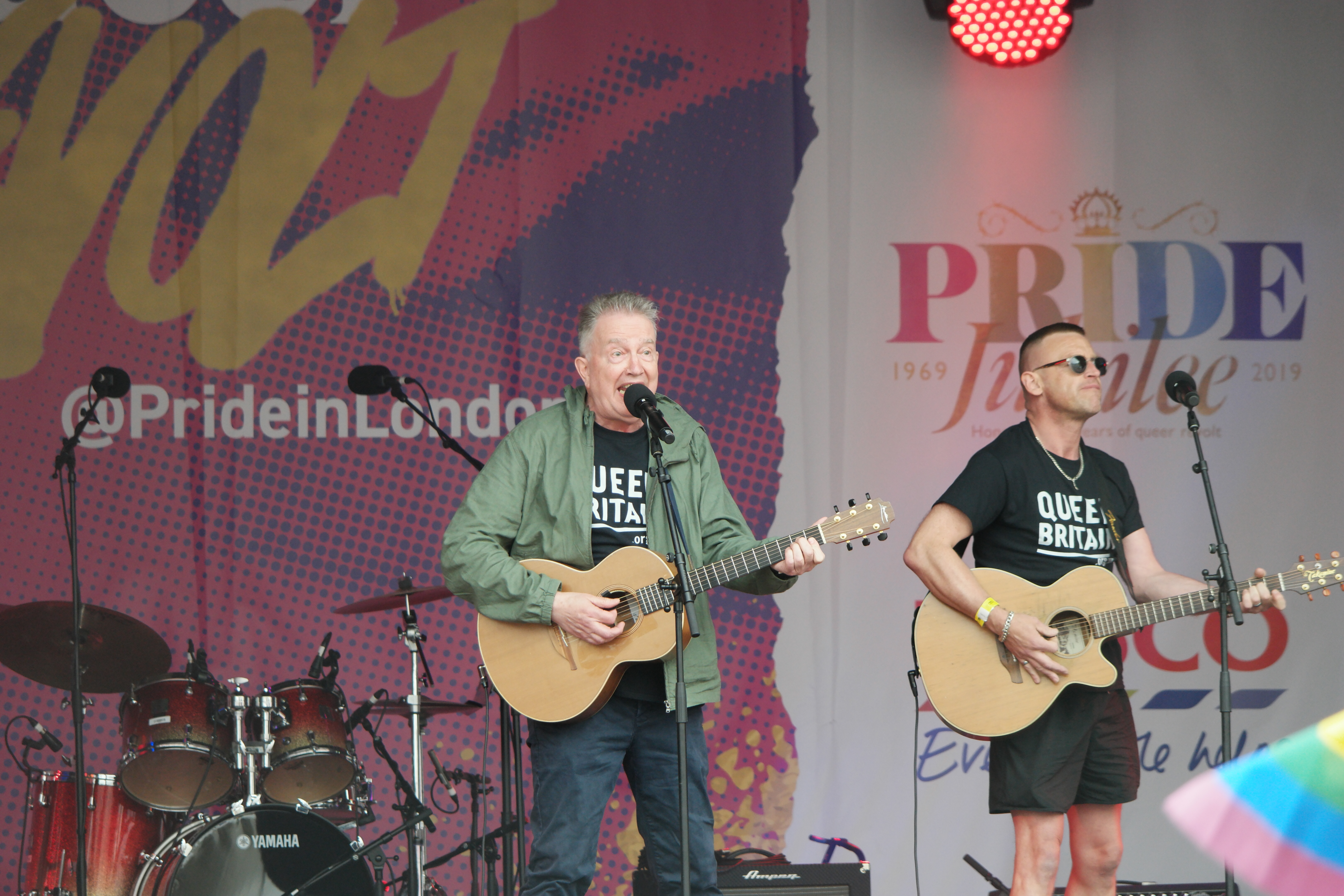
Tom Robinson spelar Glad to Be Gay på London Pride 2019.

Den fjärde och sista versen skrevs ursprungligen som en bitter attack mot självbelåtenhet hos deltagarna vid Pride-marschen 1976, men blev istället ett stridsrop för människor oavsett sexuell läggning.

## Release och mottagande
"Glad to Be Gay" släpptes ursprungligen i februari 1978 på bandets live-EP Rising Free. EP nådde plats 18 på UK Singles Chart, efter bandets första framgång med singeln " 2-4-6-8 Motorway " som nådde topp 5.
Även om "Glad to Be Gay" blev det mest populära spåret från EP:n vägrade BBC Radio 1 att spela låten under sin Top 40 Chart Show och valde istället det mindre kontroversiella öppningsspåret "Don't Take No for an Answer". John Peel var den enda DJ:n på BBC Radio 1 som spelade låten. På den rivaliserande stationen Capital Radio låg låten etta sex veckor i rad på den lyssnarframröstade Hitlinelistan.
Låten fanns med i den amerikanska utgåvan av bandets debutalbum Power in the Darkness som kom 1978 samt 2004 års utgivning av albumet i Storbritannien. 
| Lista (1978)          | Topplacering |
| --------------------- | ------------ |
| UK Singles Chart      | 18           |
| Capital Radio Hitline | 1            |

## Versioner och covers
Genom åren har Tom Robinson framfört låten med  uppdaterad låttext för att återspegla aktuella händelser. Totalt tio versioner har släppts officiellt. Senare texter har bland annat tagit upp AIDS och Robinsons egen bisexualitet.
1979 uppträdde Tom Robinson på Secret Policemans Ball, en välgörenhetskonsert som arrangerades av brittiska Amnesty International för att samla in pengar för sitt arbete för mänskliga rättigheter. Versionen som spelades innehöll en vers från demoversionen som uppmärksammade Peter Wells. Wells var en ung man som hade fängslats i två och ett halvt år för sex med en 18-årig man. Detta då myndighetsåldern för sex mellan personer av samma kön var 21 år, att jämföra med 16 år för personer av olika kön. Robinson underströk detta särskilt då Amnesty vägrade erkänna homosexuella fångar som "politiska fångar".
Queercorebandet Sister George gjorde en cover med namnet "100xNo" på sitt album Drag King från 1993. År 2008 spelades låten in av den finska gruppen Eläkeläiset.
I det sista avsnittet av den första säsongen av BBC One-dramat Ashes to Ashes, fängslas en 31-årig fiktiv version av Tom Robinson (spelad av Mathew Baynton ) tillsammans med flera medlemmar ur Gay Liberation Front. Han sjunger "Glad to Be Gay" i sin cell på polisstationen.